# Batrachocephalus mino
Batrachocephalus mino — єдиний вид роду Жабоголові з родини Арієві ряду сомоподібних. Інша назва «безбородий морський сом».

## Опис
Загальна довжина сягає 25 см. Голова доволі велика. Очі маленькі. Морда трохи витягнута вперед. Вуси дуже короткі. Між головою й тулубом є своєрідний «горб» (перед спинним плавцем). Тулуб кремезний, звужується до хвоста. Спинний плавець не дуже високий, маленький, з короткою основою. Грудні плавці довгі, більш вузькі, ніж широкі. Черевні менші за грудні. Жировий плавець маленький. Анальний плавець помірно довгий, зазубрено. Хвостовий плавець великий, сильно роздвоєно.
Забарвлення сріблясте, лише спина чорного кольору.

## Спосіб життя
Віддає перевагу морським і солонуватим водам. Дотримується пригирлових ділянок та нижньої течії річок, естуаріїв, прибережних вод. Цей сом активний у присмерку та вночі. Живиться безхребетними і дрібною рибою.
Є об'єктом промислового вилову.

## Розповсюдження
Поширені від водойм Пакистану до Таїланду та Індонезії. Найбільші часті у Бенгальській затоці, річках Шрі-Ланки та гирлі Меконгу.